# خانه نخشب موحد کازرونی
خانه نخشب موحد کازرونی مربوط به دوره قاجار است و در شیراز، محله سنگ سیاه، کوچه بازارچه حاج زینل واقع شده و این اثر در تاریخ ۱۰ خرداد ۱۳۸۲ با شمارهٔ ثبت ۸۶۵۳ به‌عنوان یکی از آثار ملی ایران به ثبت رسیده است.